# Paragvajski okruzi
Paragvaj je podjeljen na 17 okruga (departmana) (španjolski: departamentos; jednina - departamento) i jedan distrikt glavnog grada.
| ISO 3166-2:PY | Okrug            | Središte             | Stanovništvo (2002. ) | Površina (km²) | Distrikta |
| ------------- | ---------------- | -------------------- | --------------------- | -------------- | --------- |
| ASU           | Distrito Capital | Asunción             | 512.112               | 117            | 6         |
| 1.            | Concepción       | Concepción           | 179.450               | 18.051         | 8         |
| 2.            | San Pedro        | San Pedro            | 318.698               | 20.002         | 20        |
| 3.            | Cordillera       | Caacupé              | 233.854               | 4.948          | 20        |
| 4.            | Guairá           | Villarrica           | 178.650               | 3.846          | 18        |
| 5.            | Caaguazú         | Coronel Oviedo       | 435.357               | 11.474         | 21        |
| 6.            | Caazapá          | Caazapá              | 139.517               | 9.496          | 10        |
| 7.            | Itapúa           | Encarnación          | 453.692               | 16.525         | 30        |
| 8.            | Misiones         | San Juan Bautista    | 101.783               | 9.556          | 10        |
| 9.            | Paraguarí        | Paraguarí            | 221.932               | 8.705          | 17        |
| 10.           | Alto Paraná      | Ciudad del Este      | 558.672               | 14.895         | 21        |
| 11.           | Centralni        | Areguá               | 1.362.893             | 2.465          | 19        |
| 12.           | Ñeembucú         | Pilar                | 76.348                | 12.147         | 16        |
| 13.           | Amambay          | Pedro Juan Caballero | 114.917               | 12.933         | 4         |
| 14.           | Canindeyú        | Salto del Guairá     | 140.137               | 14.667         | 12        |
| 15.           | Presidente Hayes | Villa Hayes          | 82.493                | 72.907         | 8         |
| 16.           | Alto Paraguay    | Fuerte Olimpo        | 11.587                | 82.349         | 4         |
| 17.           | Boquerón         | Filadelfia           | 41.106                | 91.669         | 3         |
| -             | Paragvaj         | Asunción             | 5.163.198             | 406.752        | 245       |

## Vanjske poveznice
- Paragvajski okruzi na statoids.com